# Kazuyoshi Mikami
Kazuyoshi Mikami (født 29. august 1975) er en tidligere japansk fodboldspiller.
Han har spillet for flere forskellige klubber i sin karriere, herunder Vissel Kobe, Yokohama F. Marinos og Omiya Ardija.